# アリス・ギイ
アリス・ギイ（仏: Alice Guy）またはアリス・ギイ＝ブラシェ（仏: Alice Guy-Blaché、1873年7月1日 - 1968年3月24日）は、フランスの映画監督、脚本家、映画プロデューサーである。姓はギィまたはギィ＝ブラシェとも表記される。映画史上初の女性映画監督であり、映画草創期の1896年から1920年の間に、フランスとアメリカ合衆国で1000本以上の作品を手がけた。物語映画を最初に作った映画監督のひとりでもあり、初期のトーキーやカラー映画を手がけ、特殊効果や現代的な映画演技法を採り入れるなど、映画的技法でさまざまな先駆的な試みを行い、その業績でリュミエール兄弟やジョルジュ・メリエスと並ぶ映画のパイオニアと認められている。
アリスは当初、ゴーモン社社長のレオン・ゴーモンの秘書をしていたが、同社が映画製作を始めるとその製作責任者となり、『キャベツ畑の妖精』（1896年または1900年）、『キリストの生涯』（1906年）、『フェミニズムの結果』（1906年）など幅広いジャンルの作品を監督した。1907年にフランス系イギリス人のハーバート・ブラシェと結婚した後に渡米し、1910年に自身の映画会社ソラックス社を設立した。同社は1912年にニュージャージー州フォートリーにスタジオを構え、その地はハリウッド台頭以前のアメリカ映画産業の中心地となった。アメリカ時代にはキャスト全員がアフリカ系アメリカ人の『愚者とお金』（1912年）など意欲的な作品も手がけている。1922年にハーバートと離婚してからは映画製作を行うことはなく、亡くなるまで娘と生活した。長年にわたりアリスの作品や業績は映画史から忘れられていたが、1970年代以降に映画研究者たちから正当な評価を受けるようになった。

## 生涯

### 生い立ち
1873年7月1日、アリスはフランスのパリ郊外にあるヴァンセンヌの森の近くのサン＝マンデに、父親のエミール・ギイと母親のマリー・クロチルド・フランセリン・オベール（通称はマリエット）の1男4女の末っ子として生まれた。エミールはチリのサンティアゴとバルパライソで書店と出版社を経営し、4人の兄姉もチリで生まれた。アリスが自伝で言うには、マリエットが「5番目の子供をフランス人としてフランスで産もう」と決心し、1873年にエミールとフランスに帰国し、そこでアリスを出産したという。しかし、アリスが生まれた数か月後に両親はチリに戻り、アリスはスイスのジュネーヴ近郊のカルージュに住む母方の祖母に預けられた。
アリスが3歳か4歳の時、マリエットはスイスにやって来て、アリスをチリへ連れ戻した。その2年後、アリスはエミールによってフランスに連れ戻され、2人の姉が在籍していたヴェイリエのサクレクール女子修道院寄宿学校に入学させられた。アリスが寄宿学校にいる間、エミールが経営する書店は相次ぐ地震や火災、盗難などの影響で破産し、エミールはフランスに帰国した。それに伴いアリスはすぐ上の姉とともに、スイスとの国境近くのフェルネ＝ヴォルテールにある費用のかからない寄宿学校に転校した。さらに兄が17歳で病死し、マリエットもチリから帰国せざるを得なくなり、こうして一家はフランスに集結したが、エミールは1891年に51歳で亡くなった。同年にアリスはパリ17区のカルディネ通りにあった小さな学校で学業を終えた。
この時までに一番上の姉は師範学校に入学し、ほかの2人の姉も結婚して家を離れたため、残ったアリスはマリエットと2人で暮らした。マリエットは家庭を支えるため、1891年に設立された母親共済会の仕事を始めたが、すぐに方向性の違いから辞任した。その後、アリスは家族ぐるみで親しくしていた母親共済会の事務局長の勧めで、タイピングと速記を学ぶことを決め、専門の学校で訓練を受けた。アリスは上達がとても速く、1893年には速記学校の校長の斡旋で、ル・マレにあるニス製品の製造販売会社の秘書として初めての仕事に就き、マリエットを養った。

### ゴーモンの秘書に

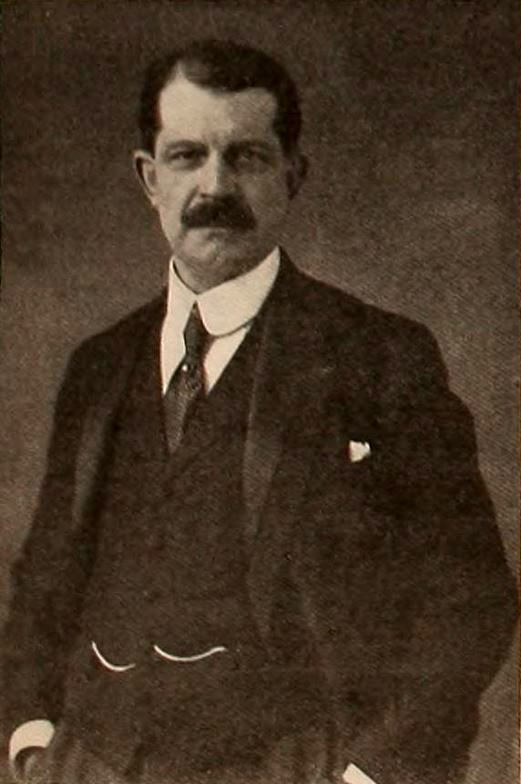
ゴーモン社社長のレオン・ゴーモン。

1894年、21歳のアリスは速記の先生の紹介で、パリのサン＝ロック通り57番地にあった写真会社コントワール・ジェネラル・ド・フォトグラフィー（Le Comptoir Général de Photographie）の社長代理のレオン・ゴーモンに秘書として雇われ、150フランの給料を得た。アリスは週に6日、朝の8時から夜の8時まで、上司や社長たちからの呼び出しのベルに応えるという仕事を務めたが、やがて部屋を行ったり来たりするのが無駄だとして、社長室にデスクを与えられた。そこでアリスは会社に客として訪れた物理学者のエルテール・マスカールやルイ・ポール・カイユテ、細菌学者のエミール・ルー、エッフェル塔の設計者のギュスターヴ・エッフェル、飛行家のアルベルト・サントス＝デュモンなどの著名人と知り合いになった。聡明でよく働いたアリスは、ゴーモンから全幅の信頼を得、やがてさまざまな部門の管理責任を任されるようになった。
この時期にアリスが出会った著名人の中には、映画のパイオニアとなる人物もいた。1895年に会社を訪問したジョルジュ・ドゥメニーは、自身が開発した動く映像装置フォノスコープのデモンストレーションを行い、ゴーモンにこの装置の利用を相談したが、アリスもこの会談に立ち会っていた。ゴーモンはこれに興味を示したが、そのすぐ後にはリュミエール兄弟が会社を訪問し、自身の発明したシネマトグラフの上映会にゴーモンを招待した。その上映会は同年3月22日にパリの国立工業奨励協会で行われ、アリスはゴーモンに同伴してこれに出席した。アリスは自伝で、ここで上映されたリュミエールの作品『工場の出口』（1895年）を見て、「私たちはこうして、そうとも知らずに映画の誕生に立ち合っていたのだ」と述べている。
1895年6月、ゴーモンは社長のフェリックス・リシャールからコントワール・ジェネラル・ド・フォトグラフィーの事業を買い取り、8月10日に資本金20万フランのレオン・ゴーモン商会（後にゴーモン社として知られ、フランスの大手映画会社へと発展する）を設立した。ゴーモンはドゥメニーと手を組み、1895年末にフォノスコープをビオスコープと名を改めて発売し、1896年にはそれを改良した60ミリフィルム用の映画用カメラのクロノフォトグラフを販売した。ゴーモンが本格的に映画事業を始めたことで、社長秘書としてのアリスの仕事も増え、朝8時に出社して夜10時から11時頃まで事務をとり、帰宅するのは夜12時というスケジュールを送った。当時のアリスの自宅は会社のあるベルヴィル地区から遠いマラケ河岸にあったが、会社と自宅の往復で多大な時間を無駄にしていることに気付いたゴーモンは、アリスのために自社の工場の近くにある小さなアパートを借りてくれた。

### 『キャベツ畑の妖精』
アリスの自伝によると、1896年にゴーモン社はフィルムの現像と焼き付けのための研究所を作り、そこのスタッフたちが自社の開発したカメラのデモンストレーションのために、軍隊の行進や駅に到着する列車などの実写映画を撮影していたが、アリスは子供の頃からたくさんの本を読み、アマチュア演劇もしていた経験から、もっと筋立てのある作品を作ることができると確信し、ゴーモンを説得したという。自伝で言うには「若さ、未熟さ、女性であること、そんなすべてが私の力」となり、ゴーモンから「秘書としての仕事の妨げにならないこと」という条件付きで撮影する許可を取り付けた。そしてアリスは、同年に友人やカメラマンのアナトール・ティベルヴィルとともに、研究所のそばにあった壊れたテラスをスタジオ代わりにして『キャベツ畑の妖精（La Fée aux choux）』を撮影した。赤ん坊はキャベツ畑から買ってくるというフランスの古い言い伝えに触発されたこの作品は、妖精が畑のキャベツから次々と赤ちゃんをとり上げるという内容で、アリス曰く作品は成功を収めたという。
アリスは自伝で『キャベツ畑の妖精』を自身の最初の監督作品であると述べており、多くの映画史家はこの主張に従って、この作品を1896年に撮影されたものであると認め、アリスを最初に物語映画を作った映画監督のひとりと見なしている。しかし、一部の映画史家はこの作品が1896年に作られたとすることに異議を唱えている。フランシス・ラサカンは、1901年発行のゴーモン社のカタログには、この作品が『キャベツ畑の妖精 または赤ん坊の誕生（La Fée aux choux, ou la naissance des enfants）』のタイトルで、1900年の作品として記載されていることを根拠にして、1900年9月頃に撮影されたと主張している。一方で別の映画史家は、作品カタログの情報が必ずしも正確ではないことを主張している。アリソン・マクマハンは、アリスの主張が正しい場合、1896年版はドゥメニのクロノフォトグラフを使用して60ミリフィルムで撮影された可能性が高いとし、35ミリフィルムによる1900年版とは異なるバージョンであると述べている。映画史家によるさまざまな主張により、この作品の製作年をめぐる議論は今日まではっきりと解明されてはいない。また、アリスは1902年にこの作品をリメイクした『第一級の産婆（Sage-femme de première classe）』を発表している。

### ゴーモン社の製作責任者に

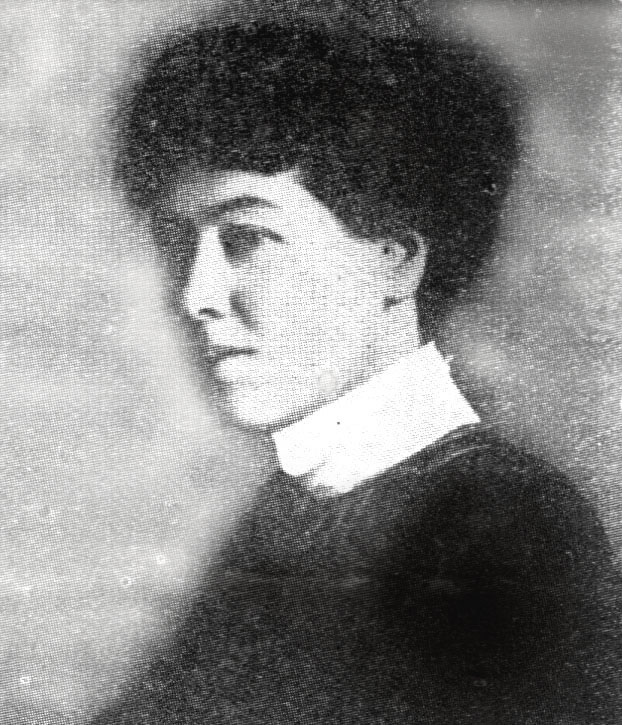
ゴーモン社時代のアリス・ギイ（1906年）。

1901年発行のゴーモン社カタログに従えば、同社は1897年4月に本格的に映画製作を始めたが、それによりアリスはゴーモンから事実上の製作部門の責任者に任命され、1907年に退任するまでに映画監督またはプロデューサーとして活動した。在任中に監督または製作した作品は数百本から1000本を超えるともいわれている。アリスは同時代の多くの映画製作者が手がけていたジャンルであるトリック映画、旅行映画、ダンス映画だけでなく、メロドラマ、おとぎ話、コメディ映画、ファンタジー映画、ホラー映画など、さまざまなジャンルの作品に取り組んだ。
アリスの初期の作品は、リュミエールやジョルジュ・メリエスなどの同時代の映画製作者と主題と映像が共通している。カタログに記載された最初の作品『急流の釣り人』（1897年）は、リュミエールの『水をかけられた散水夫』（1895年）の影響を受けており、釣り人が近くで水遊びをする人に川へ突き落されるというコミカルな内容である。『手品の舞台』（1898年）の人体消失や変身、『世紀末の外科』（1900年）の人体切断などの魔術的な内容のトリック映画は、当時人気を博したメリエスの作品に基づいている。また、アリスはフィルムの逆回転、オーバーラップ、スローモーション、同じ画面上に別々に撮った画面を重ね合わせるマスキングと二重露光など、当時ではまだ革新的だった特殊効果を使用した。『最初のタバコ』（1904年）では、当時の画期的な映画的技法だったクローズアップを使用して劇的効果を高めている。アリスの作品の多くは、女性従業員たちによる手作業で彩色（映画の着色化）された。

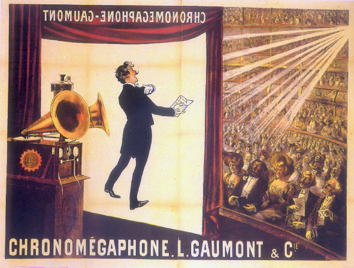
ゴーモン社が開発したクロノフォンの宣伝ポスター（1902年）。アリスはこの装置を使用した「フォノシーン」と呼ばれるサウンド映画を多数撮影した。

1902年、ゴーモン社は初期のトーキーの試みのひとつであるクロノフォンというサウンドシステムを開発した。これは蓄音機に録音した音と映像を同期するというもので、アリスは同年から1907年にかけてこのシステムを使用したフォノシーン（フォノセーヌとも、音の入った場面という意味）と呼ばれる短編サウンド映画を100本以上撮影した。アリスのフォノシーンの多くは、有名なオペラ歌手が出演した『カルメン』『ヴィラールの竜騎兵』などの演目や、フェリックス・マイヨール、ドラネムなどのミュージック・ホールの人気歌手の歌を収録した作品である。1905年にはアリスがフォノシーンを演出している様子を撮影した、最初期のメイキング映像『ビュット＝ショーモン撮影所でフォノセーヌを撮るアリス・ギイ』が作られている。
アリスの初期の作品は、当時の主流だった1、2分から数分程度の短編映画が多かったが、1905年頃からはより長尺の物語映画や野心的な作品も手がけた。その有名な作品の1本は、ヴィクトル・ユーゴーの小説『ノートルダム・ド・パリ』が原作で、フィルムの長さが290メートルに及ぶ『エスメラルダ』（1905年）である。1906年には大規模な予算を投じた野心的な大作映画『キリストの生涯』を監督した。この作品はジェームズ・ティソが描いた聖書のイラストを基に、25個のシーンでイエス・キリストの生涯を描いており、出演者は300人、使用したセットは25杯、フィルムの全長は600メートル（上映時間は30分強）に及んだ。
アリスは女性ならではの視点による作品もいくつか撮影しており、これらにはアリス独自の女性の見方が反映されている。『フェミニズムの結果』（1906年）では男性と女性の役割が逆転した世界（男性は化粧や家事、子供の世話などをしている一方で、女性はタバコを吸ったり、カフェに集って談笑したりしている）を描いており、映画評論家のエリザベス・ワイツマンはダブルスタンダードの皮肉な考察により「非常に現代的」な作品と評している。『マダムの欲望』（1906年）では妊娠中の女性の食欲の渇望をユーモラスに描いている。映画史家のシェリー・スタンプによると、アリスはジェンダー規範や性差別に強い関心を持ち、アクティブで冒険的な女性を描くことを好んだという。また、キャロル・A・ヘブロンは、『キリストの生涯』で十字架にかけられるキリストの周りに大勢の女性を登場させていることを指摘し、それが男性のキリストの弟子たちの不在と忠実さの欠如とは対照的な、女性たちのキリストへの忠実さを表し、それによりアリスが女性とキリストの関係を特権的なものにしていると主張している。
ゴーモン社でのキャリア後期には、数人の助手を雇っており、その多くは初期のフランス映画を代表する人物となった。アリスのアシスタントを務めた主な人物には、『キリストの生涯』で助監督を務めたヴィクトラン・ジャッセ、アリスが脚本家や監督として育成したルイ・フイヤード、後に映画監督となるエティエンヌ・アルノー、美術監督のアンリ・ムネシエがいる。1904年にはパテ社の製作責任者だったフェルディナン・ゼッカを雇い、2週間だけ自身の助手として働かせた。しかし、アリスが30代になろうとする頃には、女性であるが故の偏見にさらされ始め、男性優位の映画業界の中でアリスの地位は脅かされた。アリスに敵意を持つ社員たちからさまざまな嫌がらせを受けることもあり、自伝ではアリスのことを疎ましく思うゴーモン社技術部門責任者のルネ・デコーに『キリストの生涯』の撮影を妨害されたことを明かしている。

### 結婚と渡米
1906年、アリスはルイ・フイヤードのために闘牛を題材にした映画『ミレイユ』を撮影するため、フランス南部でロケをすることになった。しかし、アリス作品お抱えのカメラマンだったアナトール・ティベルヴィルは体調が良くなかったため、ゴーモン社は代わりのカメラマンとして、アリスの9歳下のフランス系イギリス人ハーバート・ブラシェを派遣した。ハーバートはゴーモン社のロンドン支社で支社長に次ぐ地位にあった人物で、パリで研修を受け、技術面に習熟したら支店長としてベルリンに赴任する予定だった。アリスは『ミレイユ』のロケ中にハーバートと親しくなったが、撮影で訪れた闘牛場で闘牛士が試合をアリスに捧げたところ、ハーバートが嫉妬し、それで2人はお互いを想っていることに気付いたという。ハーバートは撮影終了後にクロノフォンの販売業務のためにドイツへ向かったが、ドイツの顧客がその技術的問題でクレームを言ってきたため、アリスはハーバートを助けるためにベルリンを訪れ、2人は再会した。そこで2人のロマンスは実を結び、同年のクリスマスに正式に婚約した。
1907年3月6日、34歳のアリスはハーバートと結婚した。その直後、ゴーモン社はクロノフォンの特許使用権をアメリカ合衆国のオハイオ州クリーブランドの2人の事業家に譲渡し、事業を軌道に乗せるためにハーバートを派遣することにした。ブラシェ夫人となったアリスは夫に同行し、ゴーモン社製作責任者の役職は新たにフイヤードが就任した。渡米後、ハーバートはクロノフォンの宣伝事業に9か月間を費やしたがうまくいかず、1908年にゴーモン社はニューヨークのフラッシングに開設したばかりのスタジオを管理し、英語でフォノシーンを撮影するために夫婦を呼び寄せ、ハーバートにその指揮を任せた。同年9月6日、アリスは長女のシモーヌを出産し、家事と子育てに専念するため、1910年まで映画製作から距離を置いた。

### アメリカ時代

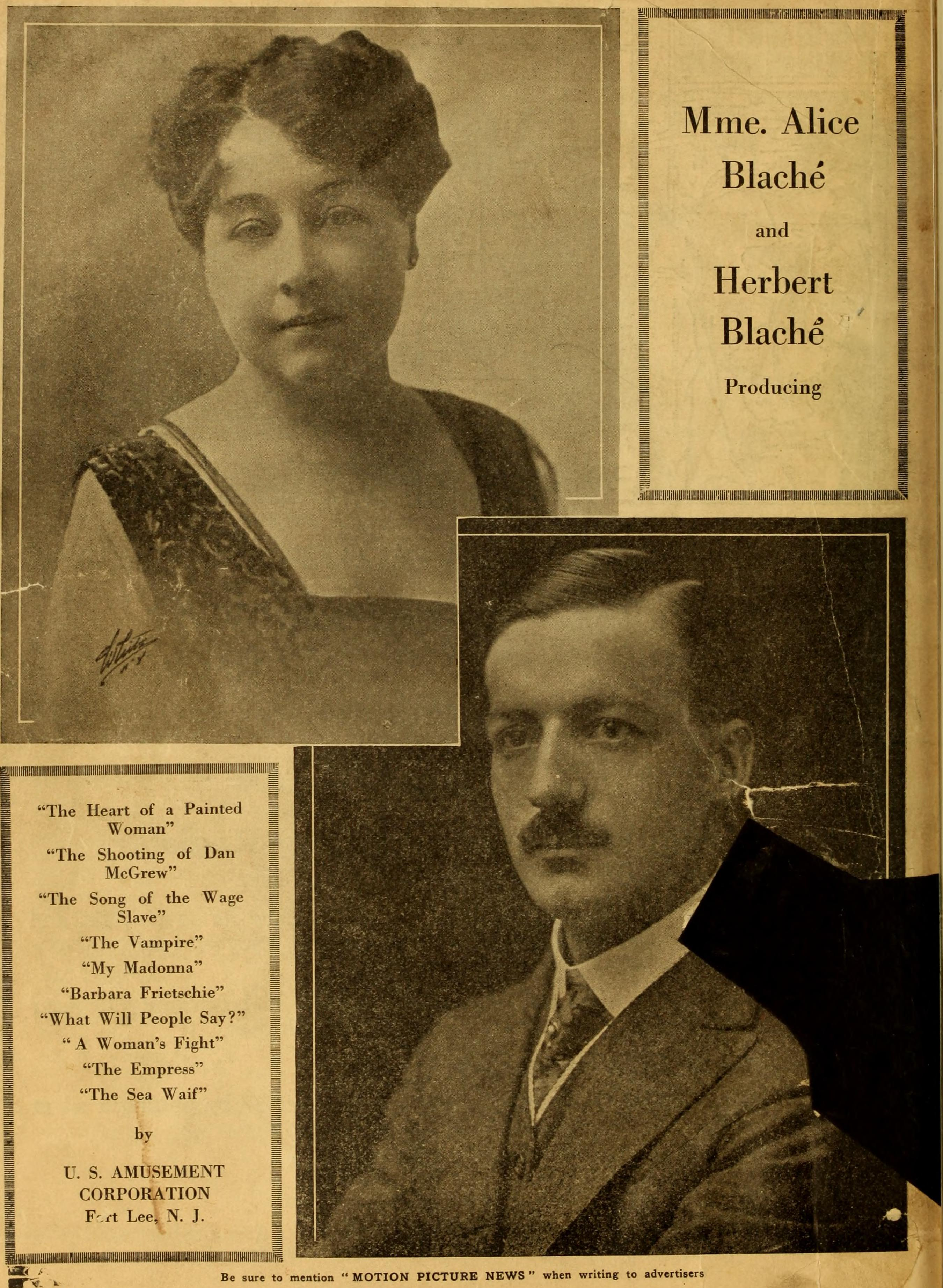
アリス・ギイと夫のハーバート・ブラシェ（1916年）

1910年9月、アリスは十分に活用されていないニューヨークのゴーモン社スタジオの敷地を借りて、自分の映画会社であるソラックス社を設立し、その社長兼チーフディレクターとなった。1912年6月27日には、2番目の子供である長男のレジナルドを出産した。この年までにソラックス社は繁栄し、フラッシングの小さなスタジオでは手狭になってきたため、同年にニュージャージー州フォートリーに、10万ドル以上かけてさまざまな設備を備えた近代的なスタジオを建設した。フォートリーは当時のアメリカ映画産業の中心地となり、ソラックス社以外にも多くの映画会社が拠点を置いた。ソラックス社は毎週3本の1リール（上映時間は15分程度）の作品を製作したが、アリスは同社が公開した作品の少なくとも半分で監督と脚本を担当し、そのすべてを自分でプロデュースした。マクマハンによると、当時のアリスの生産スピードは、ソラックス社からわずか数マイルの距離にあるバイオグラフ社の監督だったD・W・グリフィスのそれと同じだったという。
アリスはソラックス社時代においても、恋愛ロマンス、コメディ映画、歴史映画、サスペンス映画、戦争映画、西部劇、冒険映画など、ジャンルを問わずさまざまな作品を撮影した。渡米して英語をマスターしたアリスは、アメリカ人俳優を起用してアメリカ人好みの内容の作品を作り、その多くは高い商業的成功を収めた。アリスは社会問題を題材にした作品や意欲的な作品もいくつか手がけている。『男のなかの男』（1912年）ではユダヤ人の主人公を同情的な視点で描き、『アメリカ市民を作る』（1912年）ではアメリカ合衆国への移民とドメスティックバイオレンスを題材に扱っている。『愚者とお金』（1912年）はキャスト全員がアフリカ系アメリカ人による最初の物語映画の1本である。また、オー・ヘンリーの短編小説『最後の一葉』に触発されたメロドラマ『落ち葉』（1912年）で描いたように、勇敢な子供はアリスが繰り返し取り上げたテーマである。
1913年6月、ハーバートとゴーモン社の契約が終了したため、アリスはハーバートをソラックス社の社長に就任させ、自身は副社長となって映画製作に専念した。その3か月後、ハーバートは社長を辞めて、自身の映画会社であるブラシェ・フィーチャーズを設立し、やがてソラックス社の映画事業を吸収した。アリスはハーバートとともに、3リールから4リールの長編映画を製作または監督し、1914年までに市場の需要に応えて、5リール以上の作品を手がけた。同年にアリスとハーバートは製作会社ポピュラー・プレイズ・アンド・プレイヤーズ社に参加し、メトロ社やパテ社、ワールド・フィルム社などの配給会社のために、フォートリーのスタジオで長編映画を撮影した。この時期のアリスの意欲的な作品は、女性の人身売買が主題の戯曲を映画化した『罠』（1914年）である。また、人気女優のオルガ・ペトロヴァとコンビを組んで、『雌のトラ』『吸血鬼』（1915年）などを発表した。
1916年、ハーバートは配給の取り決めに不満を持ったことからポピュラー・プレイズ・アンド・プレイヤーズ社と決別し、USアミューズメント・コーポレーションを立ち上げ、いくつかの映画会社と独自に配給契約を結んだ。アリスも引き続きこれらの会社のために、ドリス・ケニヨン主演の『女帝』（1917年）、ベッシー・ラヴ主演の『グレート・アドベンチャー』（1918年）などの長編映画を監督した。1917年秋にはシモーヌとレジナルドがはしかに罹り、重病となった。ハーバートは家族をノースカロライナ州のより健康的な環境へと移し、そこでアリスは子供たちの看護をした。当時、アメリカは第一次世界大戦に参戦していたが、アリスも赤十字に志願して戦争に参加している。
この頃、映画は大きな産業となり、映画製作の中心地が東海岸からハリウッドへ移り、大きな資本も参入するようになると、ソラックス社のような東海岸の独立系会社がそれらと競争することは不可能になっていた。1918年にハーバートは株で大損し、自身の映画会社も破産した。ハーバートはアリスと子供を残して、一人の女優とともにハリウッドへ移ってしまい、アリスは止む無く子供たちを寄宿舎に入れ、ニューヨークのアパートに引っ越した。翌1919年、アリスはレオンス・ペレの製作と脚本で、自身最後の監督作品『さまよえる魂』（1920年）を撮影したが、その製作中に当時流行していたスペインかぜに感染し、4人の同僚がそれで死亡した。アリスの体調を危惧したハーバートは、アリスと子供たちをロサンゼルスへ連れて行ったが、2人が同居することはなかった。アリスは1920年にかけて、ハーバートが監督したアラ・ナジモヴァ主演の2本の映画でアシスタントを務めたが、それ以後は二度と監督業には戻らなかった。

### その後の人生
1921年、アリスはソラックス社のスタジオを売却し、破産手続きを済ませるためにフォートリーへ戻ったが、その最中にアメリカ北東部でポリオが流行したため、子供たちとともにカナダのモントリオールへ避難した。翌1922年にフォートリーで破産手続きを済ませたあと、アリスはハーバートと離婚し、祖国での再起をかけて子供たちを連れてフランスへ帰国した。アメリカ時代はアリス・ブラシェ（またはマダム・ブラシェ）と呼ばれていたが、離婚してフランスに戻ってからはアリス・ギイ＝ブラシェと名乗った。アリスたちはニースにいる姉と一緒に住み、その地に撮影所を建てることを構想するも頓挫した。さらにロンドンで映画を企画したり、数本のシナリオを書いたりしたが、世界的な経済恐慌のために製作資金を調達することができず、再び映画業界で働くことはできなかった。
アリスたちの生活は苦しくなり、本や絵画や宝石などの持ち物を売り払って糊口を凌いだ。1932年には映画業界にまだ何人かいたアリスの知り合いの口利きで、娘のシモーヌがパリのアメリカ映画配給会社に就職し、親子はパリへ移住した。シモーヌの仕事の見通しは良くなったが、アリスは娘の薄給を補うため、短編小説や子供向けの童話を執筆したり、映画の字幕を作る仕事に手をつけたりし、1936年には自身の小説を出版してくれた会社が出している書籍に映画の梗概を書く仕事も得た。第二次世界大戦の勃発でシモーヌは失職したが、1940年にヨーロッパのアメリカ大使館に職を得、アリスとシモーヌはヴィシーを皮切りに、1941年にジュネーヴ、1947年にパリ、1952年にワシントンD.C.、1955年に再びパリ、1958年にブリュッセルというように、20数年間シモーヌの任地を転々とする生活を送った。
1964年、90歳のアリスは脳卒中の発作を起こし、シモーヌは母を介護するために大使館の仕事を辞めた。母娘はアメリカのニュージャージー州バーゲン郡のマーワーへ引っ越したが、それからもアリスは何度も発作を起こし、体力も気力も衰えていった。2年後にはニュージャージー州のナーシングホーム（介護と看護の両方を受けられる老人ホーム）に入居し、1968年3月24日に94歳で亡くなった。アリスはマーワーのマリーレスト墓地に埋葬された。晩年にアリスは自伝を執筆し、それを出してくれる出版社を探していたが、これが生きているうちに日の目を見ることはなく、没後の1976年にミュジドラ協会の尽力によって、『Autobiographie d'une pionnière du cinéma, 1873-1968』（邦訳は『私は銀幕のアリス 映画草創期の女性監督アリス・ギイの自伝』2001年）のタイトルでようやく刊行された。

## 人物像
アリスは身長が155センチメートルほどの小柄な女性であり、明るくて優しげな人柄で、表現力の豊かな話し方をする人物だった。プライベートでも気品があって身だしなみがよく、孫のレジーヌ・ブラシェ＝ボルトンはアリスと一緒に住んでいても、彼女がガウンを羽織っているところや、髪を結っていないところ、寝巻き姿になっているところを見たことがなかったという。娘のシモーヌによると、アリスは情熱的な人物であり、何にでも興味を示し、つねに科学の進歩や新しい文学に好奇心を持っていたという。レジーヌも、アリスが自然や新しい技術に対して強い好奇心を持ち、さまざまな物事を知ることが好きだったと言い、それは本屋を経営した父親エミールと好奇心旺盛な女性だった母親マリエットからの影響によるものだと述べている。
アリスはさまざまな点で19世紀的な人間で、家族中心のものの考え方をしていた。アリスの「女性の本質」に関する外向きの意見は、ヴィクトリア朝時代の男性の意見に近く、非常に保守的なものだった。しかし、実際には強いフェミニスト的観点の持ち主であり、フェミニズム的な事柄を見聞きすると熱狂したが、それを他人には悟らせないようにしていたという。アリスは1914年にアメリカの映画業界誌『ムーヴィング・ピクチャー・ワールド』に掲載した「映画製作における女性の地位」という文章で、「女性は男性と同じように映画製作に向いているどころか、むしろ多くの場合で明らかに男性よりも優れている」と主張し、それはストーリーを創作する資質に恵まれ、映画製作に必要な多くの知識を備えている「女性の本質」のおかげであると説明している。
演劇や音楽、絵画、文学といった分野では、女性が第一人者として活躍してきた。これらの芸術が映画に与えた影響の大きさを考えるとき、成功した映画の表現者として名を残している女性がなぜいないのか、不思議に思えてくる。……映画製作においては、女性が男性に比べて劣っているということはない。女性が映画製作にかかわる技術を存分に習得できないと考えるのは、まったく根拠のないことだ。演劇においては多くの女性が技術を習得し、男性と同等に活躍している。映画の仕事においても、女性に適性がないはずがない。映画製作の技術は舞台づくりの技術と同じで、女性に向いているといえるだろう。—アリス・ギイ、「映画製作における女性の地位」（『ムーヴィング・ピクチャー・ワールド』1914年7月1日号）
アリスの人となりについて、1912年の『ムーヴィング・ピクチャー・ワールド』に掲載された撮影ルポタージュでは、「感情を表さない」「まるで軍隊を指揮するような演出」をすると書かれている。映画評論家の松本侑壬子によると、このあまり好意的とはいえない記事のおかげで、アリスは皮肉にも「硬派の女性」として「男のように行動できるから立派な監督になれる」と思わせたという。レジーヌによると、アリスは人に命令する技や、乱暴な言葉を使わずに人を従わせる技をよく心得ており、自分に対しても他人に対しても敬意を求め、ひとたびアリスが命令を下せば、誰もがただちにそれに従わなければならなかったという。命令をする時はいつも物静かに言い、苛立った姿を見せることはほとんどなかった。そのためレジーヌはアリスを「いつも平静さが服を着て歩いているような人」と呼んでいる。

## 評価
アリスは世界で最初の女性映画監督であり、1896年から1906年まではおそらくアリスが世界でただひとりの女性映画製作者であったと考えられている。また、アメリカ時代にソラックス社を経営したアリスは、自分の映画スタジオを所有し運営した最初の女性でもある。ガーデン・ステート映画祭創設者のダイアン・レイバーは、アリスを「映画における女性の役割を開拓した」存在と呼び、「女性の歴史の中で、映画製作に限らず、すべての産業が男性のみを対象として考えられていた時期に、広範囲にわたる影響を与えた女性である」とも述べている。映画史研究者の向後友惠は、草創期のアメリカ映画ではアリスを始め、ロイス・ウェバー、アイダ・メイ・パーク、ドロシー・アーズナーなど50人以上の女性監督が活躍していたことから、当時の映画が「まさに女性の力によって支えられていた観がある」と指摘している。
しかし、女性であるがゆえに、アリスの名前と業績は長年にわたり映画史から忘れ去られていた。映画史家のジェリー・スタンプは、「映画製作は男性の遊びであるという神話」が、アリスを含む多くの女性映画監督のキャリアを覆い隠したと述べている。数人の映画史家たちは、記録からアリスの作品を消去したり、彼女の作品のいくつかを他人の作品と記述したり、あるいは作品や経歴で間違った情報を載せたりしていた。実際にフランスの映画史家ジョルジュ・サドゥールの著書『世界映画全史』では、アリスの監督作品である『キリストの生涯』をヴィクトラン・ジャッセの監督作品と見なし（実際はこの作品の助監督を担当しただけである）、アリスはジャッセの協力者として参加しただけであると書いている。1930年にレオン・ゴーモンがゴーモン社の社史を書いた時も、1907年以前のアリスの活躍については言及しなかった。映画史の記録に自分の名前が残らないことを悟ったアリスは、亡くなるまでに同業者や映画史家たちと連絡を取り、自身の作品を無視した映画史の記録を修正させた。
1950年代に初期の映画に対する関心が高まるとともに、映画史家のルネ・ジャンヌやシネマテーク・フランセーズ創設者のアンリ・ラングロワなどの映画人たちの尽力によって、アリスの存在が注目されるようになった。1955年にはレオン・ゴーモンの息子ルイ・ゴーモンが講演で、アリスについて「不当に忘れられている」と述べた。それ以後、アリスは映画関係者やテレビ番組などから、初期の映画産業における自身の役割について取材を受けるようになった。1970年代からアメリカを中心にフェミニスト映画研究が盛んになるとともに、アリスの業績は他の同時代の女性監督たちとともに積極的に評価され、映画研究者たちから「最初の女性映画監督」「最初の物語映画の監督」として正当に認められるようになった。それ以後の映画史研究で、アリスのキャリアのあらゆる側面について多くのことが発見され、記録にもアリスの業績が明記されるようになり、従来の映画史書に見られた誤りも修正された。しかし、その後もフランスではアリスへの関心が高まらず、1975年から1985年までゴーモン社の最高経営責任者だったダニエル・トスカン・デュ・プランティエはアリスが誰であるかさえ知らず、1994年の同社の年鑑にもアリスの業績について誤った記述があったという。
アリスの没後から今日に至るまで、多くの映画研究者はアリスについて、映画メディアがまだ初期段階にあった時に、ストーリーのある映画を最初に監督し、さまざまな先駆的な技術や表現技法を採り入れた業績により、 リュミエール兄弟やジョルジュ・メリエスなどと並ぶ映画史初期の最も影響力のあるパイオニアのひとりと認めている。映画研究者のグウェンドリン・オードリー・フォスターは、アリスを「映画の文法の創始者のひとり」と呼んでいる。また、数人の映画研究者は、アリスが現代的で新しい映画演技のアプローチを採り入れた最初の監督のひとりであると指摘している。アリスは同時代の作品で一般的だった、様式的なパントマイムによる演技アプローチに反対し、俳優には可能な限り自然な演技をすることを求め、俳優にジェスチャーや行動を通して物語の本質を伝えるように指示した。ソラックス社のスタジオには、そんなアリスの演技アプローチを象徴する「Be Natural」という言葉を書いた看板を掲示していた。フォスターは、物語映画と映画演技の創造により、アリスが「最初の本物の映画作家（auteur）」であると述べている。

## 称賛と遺産

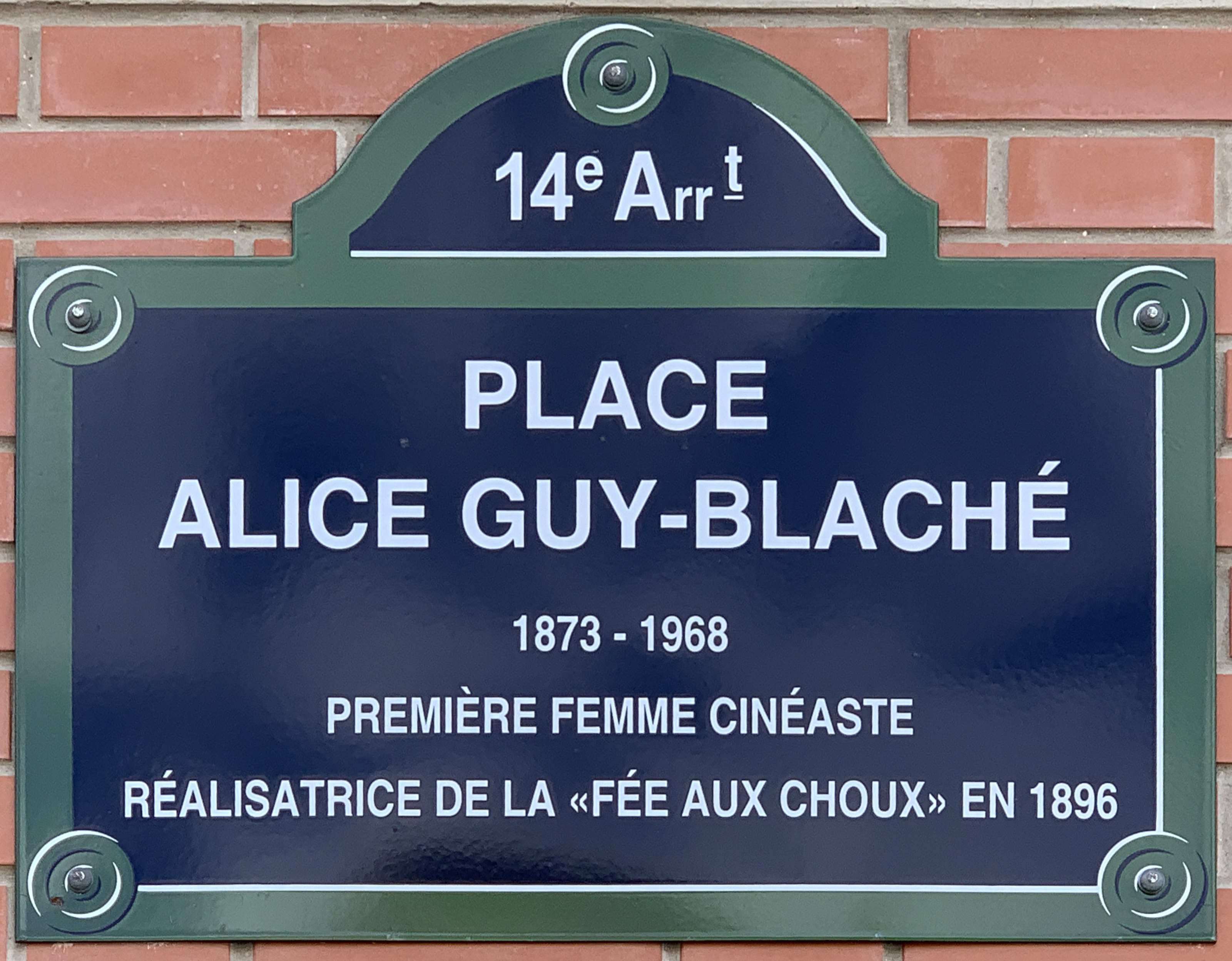
アリスに因んで名付けられたパリ14区のアリス・ギイ＝ブラシェ広場にある記念プラーク。

アリスは生前にさまざまな称賛を受けた。1900年のパリ万国博覧会では映画の共同研究者を表する証書（Diplôme de collaboratrice）を受け、1904年のセントルイス万国博覧会、1905年のリエージュ万国博覧会、1906年のミラノ万国博覧会では金メダルを受けた。1955年には映画のパイオニアとしての功績を称えられて、フランスで最も高い非軍事的栄誉であるレジオンドヌール勲章を授与され、1957年にはシネマテーク・フランセーズからも表彰された。アリスの没後43年にあたる2011年には全米監督協会（DGA）のメンバーに迎え入れられ、同年のDGAオナーズで生涯功労賞を受賞した。2013年にはニュージャージー州の殿堂入りをした。
ニュージャージー州のフォートリー映画委員会は、アリスを称え、彼女の業績をより多くの人々に認知させるためにさまざまな活動をしている。2011年にはガーデン・ステート映画祭でアリスに捧げたシンポジウムを開催し、アリスを全米監督協会のメンバーに入れるためのロビー活動をした。2012年7月1日のアリスの誕生日には、マリーレスト墓地にアリスの新しい墓石を作り、そこにはソラックス社のロゴマークと、彼女が映画のパイオニアであることを示す碑文を付けた。委員会はアリスの功績をたたえるためにアリス・ギイ＝ブラシェ賞を設け、映画業界で重要な地位を確立し、映画製作の技術を進歩させた女性映画人に毎年授与している。この賞はニュージャージー州で最も権威のある映画賞のひとつとみなされている。
アリスに因んだ映画賞はフランスにも存在し、2018年にジャーナリストのヴェロニク・ル・ブリスがアリス・ギイ賞を設けた。この賞もアリスに敬意を表し、女性が監督したフランスの映画を対象にして毎年授与されている。また、パリ14区のブルッセ地区にある広場は、アリスに因んでアリス・ギイ＝ブラシェ広場と名付けられている。2021年にイェール大学は、アリスを記念して名付けたアリス・シネマという新しいスクリーンニングルームを設けた。
アリスが生涯に手がけた作品は1000本以上あるといわれているが、作品の大部分は散逸してしまったと長らく思われており、20世紀の間に現存が確認できた監督作品はわずか40本ほどしかなかった。また、当時のフィルムにはクレジットがなく、現存するフィルムが誰の作品かを特定するのは難しかった。アリスも生前に自分の映画のフィルムを探してみたが、それらの数本を著作権登録していたアメリカ議会図書館を始めどこにも見つけることができなかったという。アリス没後の世界的な調査研究や映画保存の取り組みにより、2009年時点で約130本の作品が世界各国のフィルム・アーカイブに保存されていることが確認され、2019年までにその数は約150本に増えた。2003年には『結婚の制限速度』がアメリカ国立フィルム登録簿に登録された。アリスの作品は1970年代以降、世界各国で開催された女性映画祭などで上映されており、2009年から2010年にはニューヨークのホイットニー美術館で「Alice Guy Blaché: Cinema Pioneer」と題した前例のない大規模な回顧上映イベントが開催された。
アリスは、アルフレッド・ヒッチコックとセルゲイ・エイゼンシュテインの両方の映画監督のキャリアに影響を与えた。ヒッチコックは、ジョルジュ・メリエスやD・W・グリフィスの作品とともに、アリスの作品を見て感激したことを明かし、彼女に影響を受けたことを認めている。エイゼンシュテインは回想録『Yo. Memoirs by Sergei Eisenstein』の中で、子供の頃にアリスの作品だとは知らずに『フェミニズムの結果』を見たことを述べており、この作品から『十月』（1928年）で男性と女性の皮肉な関係を描くためのインスピレーションを得たという。

## フィルモグラフィー
以下のフィルモグラフィーでは、ゴーモン社時代（1897年 - 1907年）とアメリカ時代（1910年 - 1920年）に分けて、アリスの主な監督作品を記す。出典は『私は銀幕のアリス 映画草創期の女性監督アリス・ギイの自伝』巻末の「アリス・ギイ フィルモグラフィ」と、アリソン・マクマハン作成のフィルモグラフィー、「アリス・ギイ短編集」（2022年に日本で劇場公開）の上映作品リストによる。

### ゴーモン社時代
- 急流の釣り人 Le Pêcheur dans le torrent（1897年）
- 急流での水浴び Baignade dans un torrent（1897年）
- 蓮の花のダンス Danse Fleur de Lotus（1897年）
- 撒水夫 L’Arroseur arrosé（1897年）
- 押し込み強盗 Les Cambrioleurs（1898年）
- 催眠術師の家で Chez le magnétiseur（1898年）
- 手品の舞台 Scène d'escamotage（1898年）
- ナイトクラブで Au cabaret（1899年）
- まずいスープ La Mauvaise Soupe（1899年）
- おいしいアブサン La Bonne Absinthe（1899年）
- ボブ・ワルターによる蛇の踊り Danse serpentine par Mme Bob Walter（1899年）
- ウサギのコイン Monnaie de lapin（1899年）
- アルコール中毒の危険 Les Dangers de l'alcoolisme（1899年）
- 全自動の帽子屋兼肉屋 Chapellerie et charcuterie mécaniques（1900年）
- オペラ通り Avenue de l'Opéra（1900年）
- かわいい魔女 La Petite Magicienne（1900年）
- カメラマンの家で Chez le photographe（1900年）
- フロールの舞踏会 Au bal de Flore（1900年）
- 四季のダンス Danse des saisons（1900年）
- キャベツ畑の妖精（キャベツ畑の妖精 または赤ん坊の誕生） La Fée aux choux, ou la naissance des enfants（1900年）
- 管理人 La Concierge（1900年）
- 世紀末の外科医 Chirurgie fin de siècle（1900年）
- ウィリアム・テル Guillaume Tell（1900年）
- バスク地方の踊り Danses basques（1901年）
- 軽騎兵とお針子娘 Hussards et Grisettes（1901年）
- 第一級の産婆 Sage-femme de première classe（1902年）
- 男はいかにして風呂に入ったか Comment monsieur prend son bain（1903年）
- ファウストとメフィストフェレス Faust et Méphistophélès（1903年）
- 人殺しのピエロ Pierrot assassin（1904年）
- リヨンの郵便配達殺し L'Assassinat du courrier de Lyon（1904年）
- 最初のタバコ La Première Cigarette（1904年）
- タンプル通りの殺人 Assassinat de la rue du Temple（1904年）
- レンガ職人たち Les Maçons（1905年）
- エスメラルダ La Esmeralda（1905年）
- 新兵の解剖 L'Anatomie du conscrit（1905年）※フォノシーン
- 白いユリ Lilas blanc（1905年）※フォノシーン
- 使い走りの少年たちのポルカ La Polka des trottins（1905年）※フォノシーン
- ぶしつけな質問 Questions indiscrètes（1905年）※フォノシーン
- 本当の柔術 Le Vrai Jiu-jitsu（1905年）※フォノシーン
- 5時のお茶 Five O'Clock Tea（1905年）※フォノシーン
- 春の妖精  La Fée Printemps（1906年）
- キリストの生涯 La Vie du Christ（1906年）
- 森番の息子 Le Fils du garde-chasse（1906年）
- マダムの欲望 Madame a des envies（1906年）
- フェミニズムの結果 Les Résultats du féminisme（1906年）
- 継母 La Marâtre（1906年）
- 大酒のみのマットレス Le Matelas épileptique（1906年）
- キャスター付きベッド Le Lit à roulettes（1907年）
- ソーセージ競争 La Course à la saucisse（1907年）
- バリケードを挟んで L'Enfant sur la barricade（1907年）
- 銀行券 Le Billet de banque（1907年）

### アメリカ時代
- 子供の犠牲 A Child’s Sacrifice（1910年）
- 軍曹の娘 The Sergeant's Daughter（1910年）
- タッチ・オブ・ネイチャー One Touch of Nature（1910年）
- 質屋 The Pawnshop（1910年）
- ごちゃまぜペット Mixed Pets（1911年）
- 人智を超えた愛 Greater Love Hath No Man（1911年）
- 男のなかの男 A Man’s a Man（1912年）
- 採掘者アルジー Algie the Miner（1912年）
- 落ち葉 Falling Leaves（1912年）
- 二人の小さなレンジャー Two Little Rangers（1912年）
- 缶詰めされたハーモニー Canned Harmony（1912年）
- 愚者とお金 A Fool and His Money（1912年）
- アメリカ市民を作る Making an American Citizen（1912年）
- ひじかけ椅子の少女 The Girl in the Armchair（1912年）
- シャーロック・ホームズのいとこ Cousins of Sherlock Holmes（1913年）
- ディック・ウィッチントンと猫 Dick Whittington and His Cat（1913年）
- バーストップ・ホームズの殺人事件 Burstup Holmes' Murder Case（1913年）
- 分割された家 A House Divided（1913年）
- 結婚の制限速度 Matrimony's Speed Limit（1913年）
- 陥穽と振り子 The Pit and the Pendulum（1913年）
- ムーラン・ルージュの影 Shadows of the Moulin Rouge（1913年）
- 罠 Lure（1914年）
- 雌のトラ The Tigress（1914年）
- 虚飾の女の心 The Heart of a Painted Woman（1915年）
- ダン・マクグルーの射撃 The Shooting of Dan McGrew（1915年）
- 吸血鬼 The Vampire（1915年）
- マイ・マドンナ My Madonna（1915年）
- 世界はそれを何と言う What Will People Say?（1916年）
- 海の漂流物 The Ocean Waif（1916年）
- 冒険家 The Adventurer（1917年）
- 女帝 The Empress（1917年）
- 男と女 A Man and the Woman（1917年）
- カードの家 House of Cards（1917年）
- グレート・アドベンチャー The Great Adventure（1918年）
- さまよえる魂 Tarnished Reputations（1920年）

アメリカ時代の作品
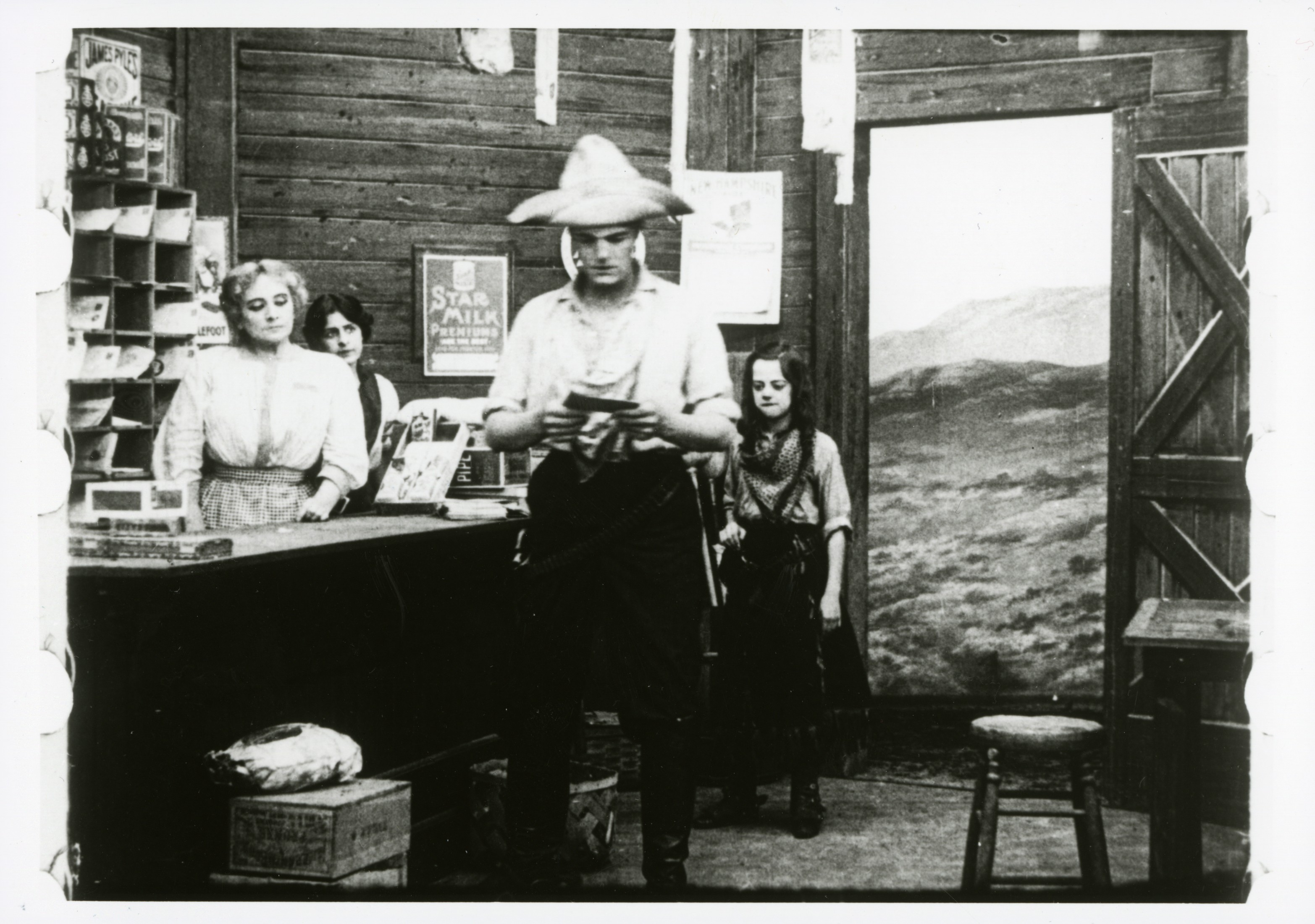
『二人の小さなレンジャー』（1912年）
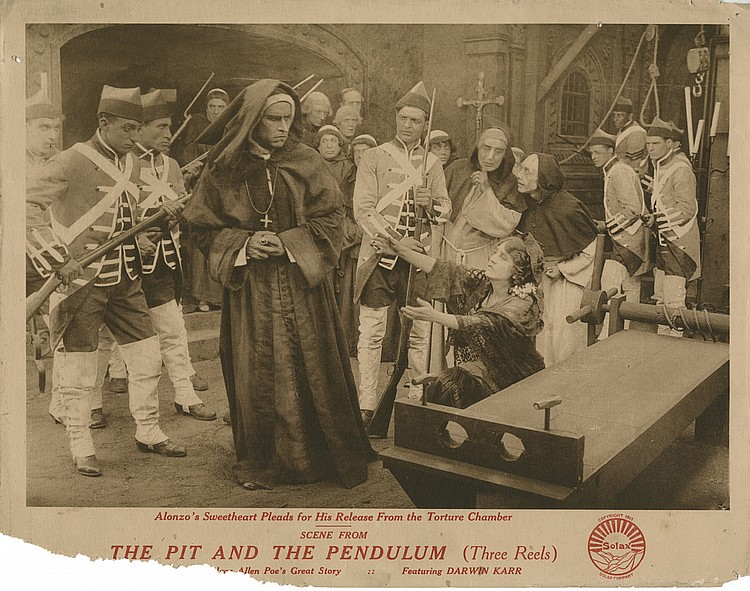
『陥穽と振り子』（1913年）
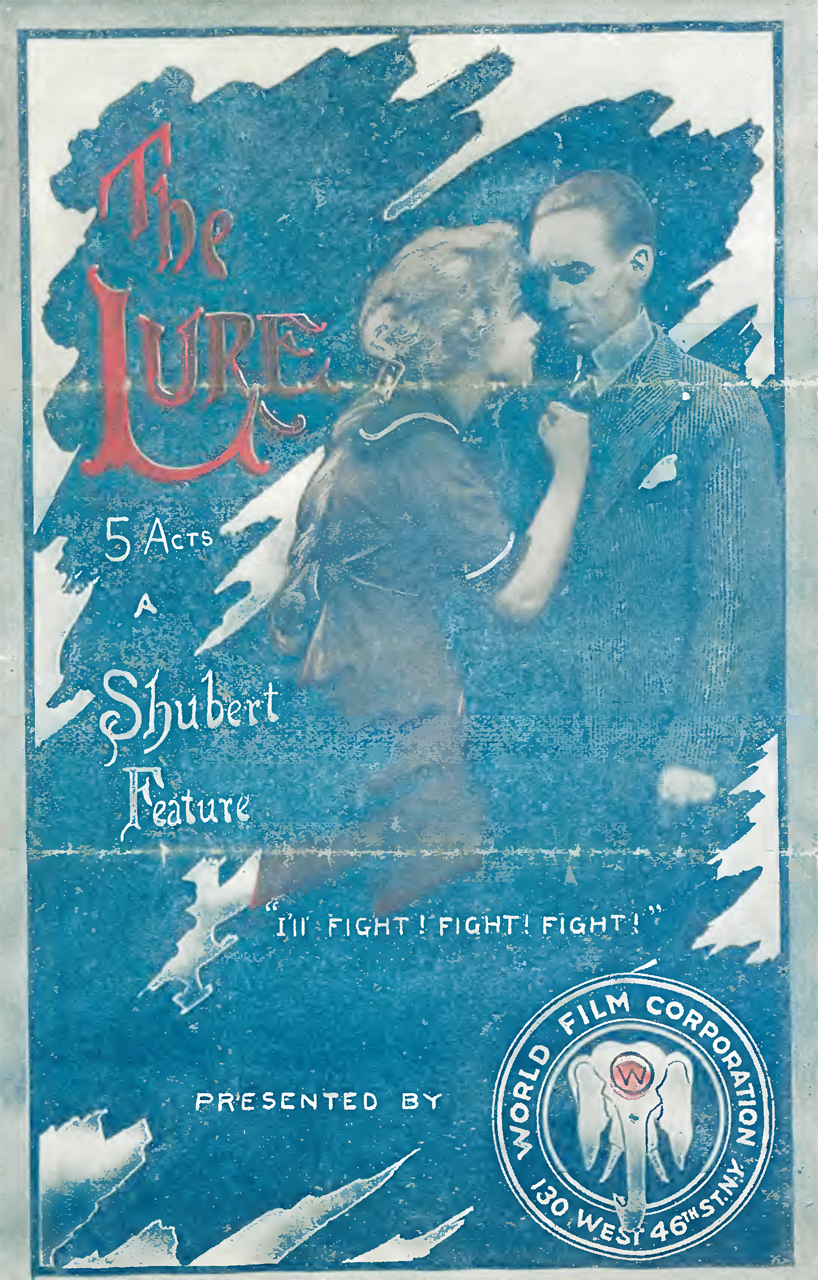
『罠』（1914年）
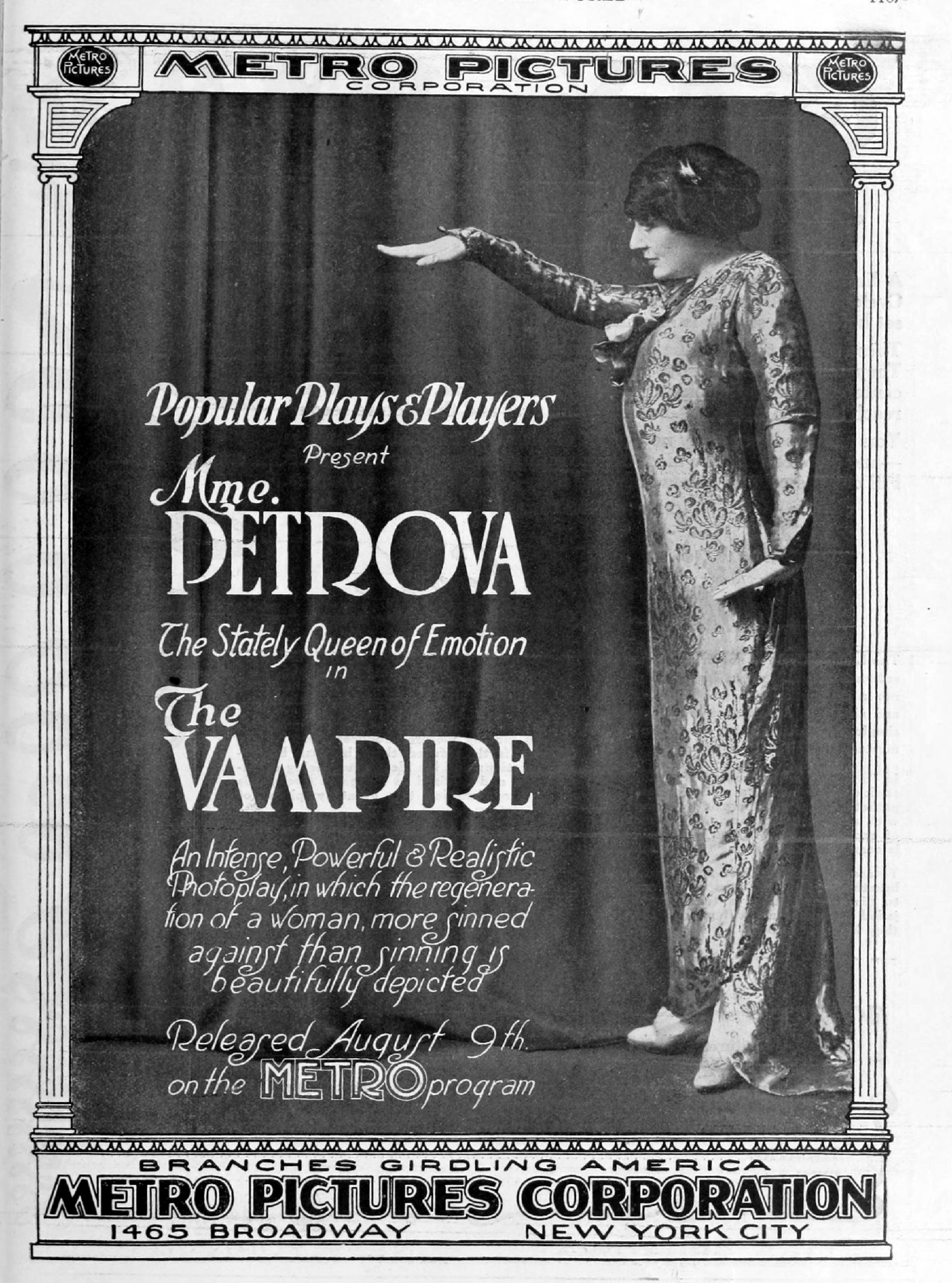
『吸血鬼』（1915年）
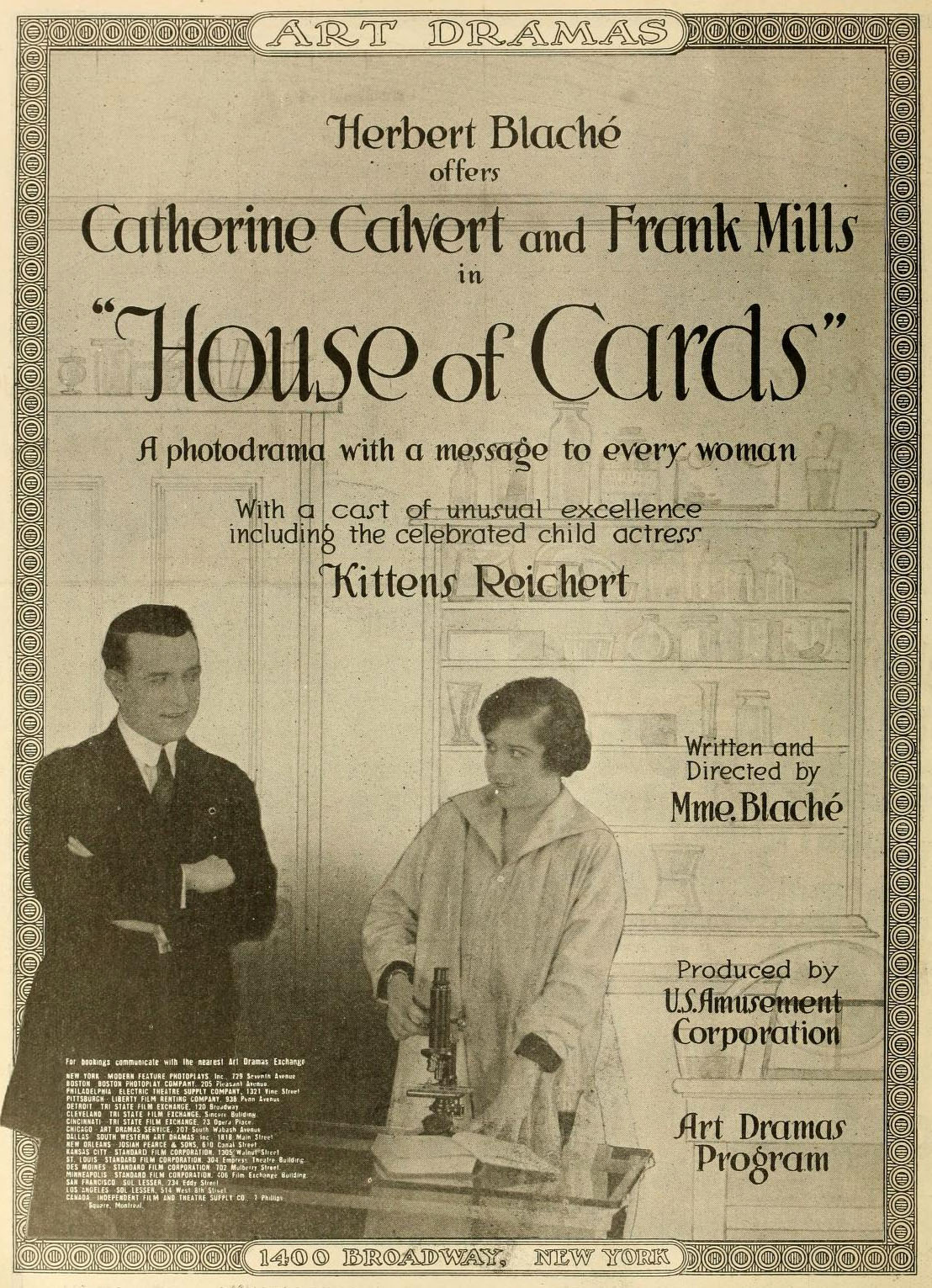
『カードの家』（1917年）
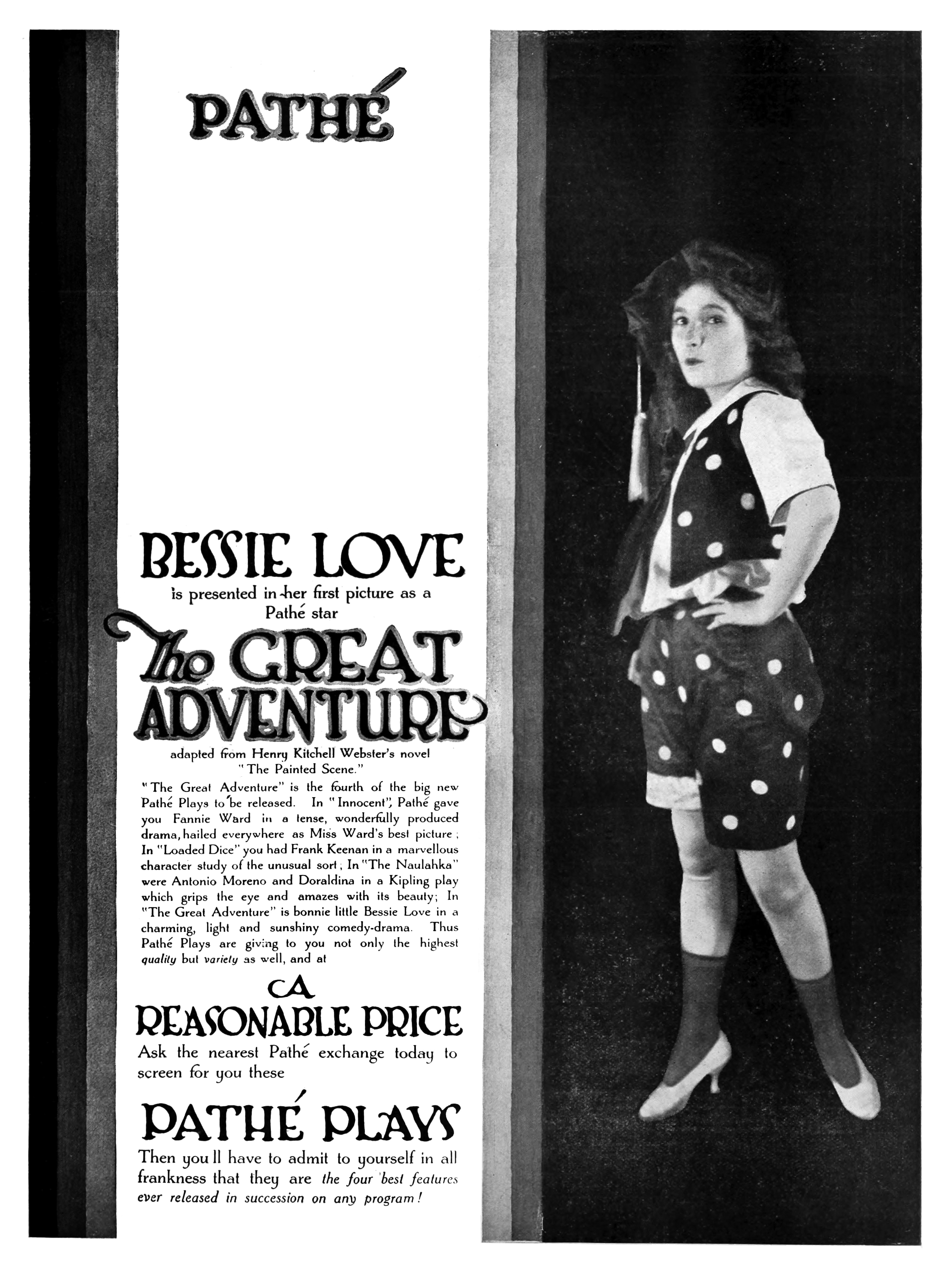
『グレート・アドベンチャー』（1918年）
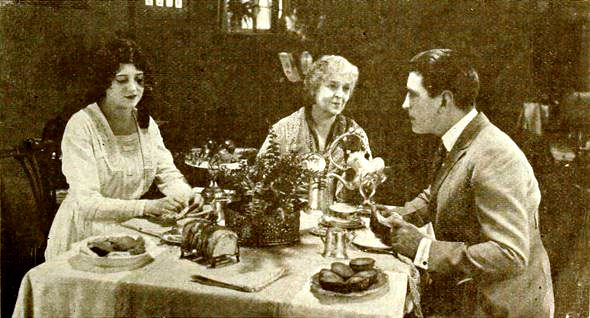
『さまよえる魂』（1920年）

## ドキュメンタリー作品
- アリス・ギイとは誰? Qui est Alice Guy?（1975年、ニコル＝リーズ・ベルンハイム（フランス語版）監督） - アリスの生涯と業績を描いた最初のドキュメンタリー作品[98]。
- The Lost Garden: The Life and Cinema of Alice Guy-Blaché（1995年、マーキス・ルパージュ（英語版）監督） - カナダ国立映画庁製作で、1963年のテレビ番組でのアリスのインタビュー映像を収録している[6]。
- Alice Guy ou l'Enfance du cinéma（1996年、Florida Sadki監督）[99]
- Looking for Alice（2008年、Claudia Collao監督）[100]
- 映画はアリスから始まった Be Natural: The Untold Story of Alice Guy-Blaché（2018年、パメラ・B・グリーン（英語版）監督） - アリスの人生、キャリア、レガシーを扱った作品で、ジョディ・フォスターがナレーションを担当した[101]。日本では㈱パンドラ配給により2022年7月に公開[102]。
- Alice Guy : l'inconnue du 7e art（2021年、ヴァレリー・ウレア（フランス語版）、ナタリー・マスドゥラウド（フランス語版）監督）[103]